# Serapirhiza sambucinolingua
Serapirhiza sambucinolingua är en orkidéart som först beskrevs av Joseph Hieronymus Jérome Jean Baptiste Giambattista Barla, och fick sitt nu gällande namn av Leslie Andrew Garay och Herman Royden Sweet. Serapirhiza sambucinolingua ingår i släktet Serapirhiza och familjen orkidéer. Inga underarter finns listade i Catalogue of Life.